# Однажды в сентябре
«Однажды в сентябре» (англ. One Day in September) — документальный фильм 1999 года режиссёра Кевина Макдональда, рассказывающий о захвате в заложники и убийстве бандой «Чёрный сентябрь» израильских спортсменов в 1972 году на Олимпиаде в Мюнхене. Премьера в США — 22 октября 1999, в Великобритании — 19 мая 2000.
Фильм стал лауреатом премии «Оскар» за лучший документальный полнометражный фильм в 2000 году.

## Тема
Документальный фильм начинается с рекламы Бюро туризма Мюнхена с красивой молодой девушкой, приглашающей мир посетить город-столицу Олимпийских игр. Затем зрителям показывают интервью с женами некоторых убитых спортсменов, в том числе Анки Шпицер, вдовой тренера по фехтованию Андре Шпицера. В фильме также есть первое известное интервью с Джамалем Аль-Гаши, выжившим террористом. Аль-Гаши, который скрывается в Африке, появляется на экране в кепке и солнцезащитных очках, лицо его слегка размыто.
В настоящее время проводятся различные съёмки Игр и внимание уделяется слабому обеспечению безопасности на Мюнхенской Олимпиаде. Террористы видят подготовку к нападению; Аль-Гаши утверждает, что он и другие участники прошли подготовку в Ливии, прежде чем отправиться в Западную Германию, чтобы начать штурм.
Это нападение описывается Аль-Гаши, а также некоторыми сотрудниками службы безопасности Германии. Кадры, отснятые журналистом ABC Джимом Маккеем вкраплены наряду со звуковыми клипами ещё одного журналиста ABC Питера Дженнингса, чтобы произвести впечатление событий, разворачивающихся по мере их возникновения. Генерал Ульрих Вегенер, основатель немецкой контртеррористической группы GSG 9, также был опрошен во время съёмок фильма и подвергся резкой критике за его, казалось бы, легкомысленное отношение к предмету.
Фильм предлагает доказательства того, что операция по освобождению заложников была плохо спланирована и проведена; например, немецкая полиция на борту самолёта проголосовала за отказ от своей миссии без консультации с центральным командованием, в то время как снайперы не были подготовлены и были плохо расположены. Авторы фильма считают, что если бы правительство Германии готовилось лучше, спортсмены могли быть спасены. Бывший директор Моссада Цви Замир, присутствовавший в аэропорту во время финальной перестрелки, был опрошен о его взглядах на неудавшееся спасение. В конце фильма были показаны фотографии погибших израильтян и палестинцев под песню Deep Purple Child in Time.
В фильме также утверждается, что захват 29 октября 1972 года самолёта Lufthansa и последующее освобождение трёх оставшихся в живых членов «Чёрного сентября» в обмен на заложников были совершены правительством Германии, которое не хотело, чтобы недостатки операции стали очевидными в ходе судебного процесса.

## Критика
После выхода фильма кинокритик Роджер Эберт написал обзор, рекомендующий фильм, заявив, что он «захватывает внимание и волнует и вовлекает. Я рекомендую его на этой основе, а также из-за новой информации, которую он содержит». Он также заявил, что Макдональд включил замечательное исследование в фильм и показывает как немцы и Международный олимпийский комитет справлялись с кризисом. Но Эберт также раскритиковал стиль фильма и «безвкусный вывод», который был сборкой выстрелов и фотографий трупов жертв с музыкальным сопровождением. Он продолжил критику после того, как фильм получил премию «Оскар», утверждая, что продюсер Артур Кон намеренно ограничивает показ своих фильмов небольшой группой приглашенных людей, так как регламент Академии в отношении документальных и иностранных фильмов разрешает голосовать только тем своим членам, которые видели все номинированные картины. «Ограничив тех, кто видел его, Кон сжимает пул голосования и улучшает свои шансы».
Джо Берлингер, режиссёр документальных фильмов «Хранитель брата» и «Потерянный рай», присоединился к Эберту, критикуя метод демонстрации фильмов Артуром Коном, но подчеркнул, что проблема заключается в законах Академии: «Пока есть документальный отдел Академии, который рассматривает документальное кино как любой другой фильм в любой другой категории, ничего не изменится, несмотря на недавнюю попытку улучшить ситуацию».